# Virginia Lourens
Virginia Lourens (Eindhoven, 23 februari 1975) is een voormalig Nederlands taekwondoka. Haar vader is afkomstig van de Nederlandse Antillen, haar moeder is afkomstig uit Nederlands-Indië.
Lourens was de eerste taekwondoka die Nederland op de Olympische Spelen vertegenwoordigde. Ze deed mee aan de Olympische Spelen in Sydney waar ze vierde werd. Na de Olympische Spelen werd ze opgenomen in de Defensie Topsport Selectie. Bij de Europese kampioenschappen taekwondo 1998 en 2000 werd ze Europees kampioene. Een in 2001 opgelopen blessure aan de knie (afgescheurde kruisband) zorgde ervoor dat Virginia maanden uit de roulatie was. Na het herstel van haar knie nam ze deel aan de Wereldkampioenschappen taekwondo 2003 waar ze in de kwartfinale uitgeschakeld. Mede dankzij haar blessure heeft ze nooit meer het niveau van Sydney kunnen bereiken.
Lourens beëindigde haar sportcarrière in 2006.